# Ronde van Spanje 2024/Twaalfde etappe
De twaalfde etappe van de Ronde van Spanje 2024 werd op 29 augustus verreden van Ourense naar Manzaneda. Het was een heuvelrit over 137,4 kilometer.
Pablo Castrillo heeft de twaalfde rit met aankomst aan het skistation Manzaneda (16km aan 4,7%) in de 79ste editie van de Ronde van Spanje gewonnen. De 23-jarige  Spanjaard was de sterkste uit een kopgroep van tien renners, en won zo zijn eerste profzege. Voor het bescheiden wildcardteam Equipo Kern Pharma was het een emotionele zege, want voor de start maakte de ploeg bekend dat de stichter Manolo Azcona was overleden.

## Uitslag
| Ourense – Manzaneda (137,4 km) |                   |                           |          |
| Plaats                         | Naam              | Ploeg                     | Tijd     |
| Winnaar                        | Pablo Castrillo   | Equipo Kern Pharma        | 3u36'12" |
| 2                              | Max Poole         | Team dsm-firmenich PostNL | + 8"     |
| 3                              | Marc Soler        | UAE Team Emirates         | + 16"    |
| 4                              | Mauro Schmid      | Team Jayco AlUla          | + 23"    |
| 5                              | Jhonatan Narváez  | INEOS Grenadiers          | + 34"    |
| 6                              | Mauri Vansevenant | Soudal Quick-Step         | + 40"    |
| 7                              | Harold Tejada     | Astana Qazaqstan Team     | + 49"    |
| 8                              | Carlos Verona     | Lidl-Trek                 | + 1'03"  |
| 9                              | Louis Meintjes    | Intermarché-Wanty         | + 1'14"  |
| 10                             | Óscar Rodríguez   | INEOS Grenadiers          | + 1'52"  |
|                                |                   |                           |          |
| 33                             | Sam Oomen         | Lidl-Trek                 | + 6'40"  |

| Algemeen klassement |                   |                            |           |
| Plaats              | Naam              | Ploeg                      | Tijd      |
| Rode trui           | Ben O'Connor      | Decathlon AG2R La Mondiale | 47u37'35" |
| 2                   | Primož Roglič     | Red Bull-BORA-hansgrohe    | + 3'16"   |
| 3                   | Enric Mas         | Movistar                   | + 3'58"   |
| 4                   | Richard Carapaz   | EF Education-EasyPost      | + 4'10"   |
| 5                   | Mikel Landa       | Soudal Quick-Step          | + 4'40"   |
| 6                   | Carlos Rodríguez  | INEOS Grenadiers           | + 5'23"   |
| 7                   | Florian Lipowitz  | Red Bull-BORA-hansgrohe    | + 5'29"   |
| 8                   | Adam Yates        | UAE Team Emirates          | + 5'30"   |
| 9                   | Felix Gall        | Decathlon AG2R La Mondiale | z.t.      |
| 10                  | George Bennett    | Israel-Premier Tech        | + 5'46"   |
|                     |                   |                            |           |
| 26                  | Steven Kruijswijk | Visma \| Lease a Bike      | + 35'49"  |
| 41                  | Mauri Vansevenant | Soudal Quick-Step          | + 47'31"  |

## Nevenklassementen
| Puntenklassement |                 |                           |        |
| Plaats           | Naam            | Ploeg                     | Punten |
| Groene trui      | Wout van Aert   | Visma \| Lease a Bike     | 243    |
| 2                | Kaden Groves    | Alpecin-Deceuninck        | 162    |
| 3                | Pavel Bittner   | Team dsm-firmenich PostNL | 81     |
| 4                | Harold Tejada   | Astana Qazaqstan Team     | 80     |
| 5                | Pablo Castrillo | Equipo Kern Pharma        | 73     |
|                  |                 |                           |        |
| 54               | Gijs Leemreize  | Team dsm-firmenich PostNL | 15     |

| Bergklassement        |                |                           |        |
| Plaats                | Naam           | Ploeg                     | Punten |
| Bolletjestrui (blauw) | Adam Yates     | UAE Team Emirates         | 22     |
| 2                     | Wout van Aert  | Visma \| Lease a Bike     | 22     |
| 3                     | Primož Roglič  | Red Bull-BORA-hansgrohe   | 18     |
| 4                     | David Gaudu    | Groupama-FDJ              | 18     |
| 5                     | Jay Vine       | UAE Team Emirates         | 17     |
|                       |                |                           |        |
| 24                    | Gijs Leemreize | Team dsm-firmenich PostNL | 4      |

| Jongerenklassement |                    |                           |            |
| Plaats             | Naam               | Ploeg                     | Tijd       |
| Witte trui         | Carlos Rodríguez   | INEOS Grenadiers          | 47u42'58"  |
| 2                  | Florian Lipowitz   | Red Bull-BORA-hansgrohe   | + 6"       |
| 3                  | Mattias Skjelmose  | Lidl-Trek                 | + 1'18"    |
| 4                  | Matthew Riccitello | Israel-Premier Tech       | + 33'19"   |
| 5                  | Max Poole          | Team dsm-firmenich PostNL | + 35'17"   |
|                    |                    |                           |            |
| 18                 | Gijs Leemreize     | Team dsm-firmenich PostNL | + 1u20'25" |
| 33                 | Mauri Vansevenant  | Soudal Quick-Step         | 42'08"     |

| Ploegenklassement |                            |            |
| Plaats            | Ploeg                      | Tijd       |
|                   | UAE Team Emirates          | 142u53'04" |
| 2                 | Red Bull-BORA-hansgrohe    | + 19'24"   |
| 3                 | Decathlon AG2R La Mondiale | + 20'24"   |
| 4                 | Groupama-FDJ               | + 38'24"   |
| 5                 | INEOS Grenadiers           | + 41'46'"  |

## Uitvallers
- Lennert Van Eetvelt ( Lotto-Dstny): niet gestart met ademhalingsproblemen. [1]
- Kévin Geniets ( Groupama-FDJ): opgave met vermoeidheid[bron?]

1e etappe ·
2e etappe ·
3e etappe ·
4e etappe ·
5e etappe ·
6e etappe ·
7e etappe ·
8e etappe ·
9e etappe ·
10e etappe ·
11e etappe ·
12e etappe ·
13e etappe ·
14e etappe ·
15e etappe ·
16e etappe ·
17e etappe ·
18e etappe ·
19e etappe ·
20e etappe ·
21e etappe
Startlijst · Eindstanden · Afbeeldingen